# 박성현 (정치인)
박성현(朴省炫, 1967년 12월 10일 ~ )는 대한민국의 정치인으로, 더불어민주당 소속 정당인이다.

## 학력
- 동래중학교 졸업
- 동인고등학교 졸업
- 부산대학교 법학 학사
- 하워드대학교 로스쿨 법학 석사

## 정치 경력
2018년 더불어민주당에 입당하여 더불어민주당 부산시당 부대변인을 맡았다. 이후 더불어민주당 부산 동래구 지역위원장을 맡았고, 현재 더불어민주당 부산시당의 대변인으로 활약했다. 2020년 대한민국 제21대 국회의원 선거에서 부산광역시 동래구에 출마해 미래통합당 김희곤 후보와 맞붙었으나 42.78%를 득표하며 2위로 낙선했다. 3당 합당 이후 동래구에서 치른 총선에서 민주당계 정당 후보로서 가장 높은 득표율을 기록했으며, 민주당계 정당 후보 사상 최초로 동래구 소속 동(사직2동)에서 승리를 거두었다.

## 선거 이력
|  | 42.78% |

|  | 43.21% |